# Bahnhof Perl
Der Bahnhof Perl ist der Bahnhof des saarländischen Ortes Perl und neben dem Bahnhof Nennig und dem Haltepunkt Besch eine von insgesamt drei Bahnstationen der Gemeinde Perl. Der Bahnhof liegt an Streckenkilometer 159,0 der Obermoselstrecke Thionville – Perl – Trier und im Verbundgebiet des Saarländischen Verkehrsverbundes (saarVV). Er besitzt ein Bahnsteiggleis und ein bahnsteigloses Durchfahrtsgleis. Perl ist Grenzbahnhof nach Frankreich zum Netz der französischen SNCF Réseau, das französische Pendant ist der benachbarte Bahnhof von Apach.

## Name und Lage
Der Bahnhof Perl trägt bahnamtlich nur den Namen Perl. Dennoch ist auch die Bezeichnung Perl (Mosel), wie sie die Stadt hat, geläufig. Da der Bahnhof im Dreiländereck Deutschland–Frankreich–Luxemburg liegt und sich auf der gegenüberliegenden Moselseite die luxemburgische Gemeinde Schengen befindet, wird auch der Name Perl-Schengen (vor allem in Schengen) verwendet.

## Geschichte
Die an Perl vorbeiführende Obermoselstrecke wurde am 15. Mai 1878 aus Richtung Metz für den Verkehr freigegeben. In Trier traf sie auf die 1861 fertiggestellte Verbindung nach Luxemburg und die 1871 in Betrieb genommene Eifelstrecke von Köln.

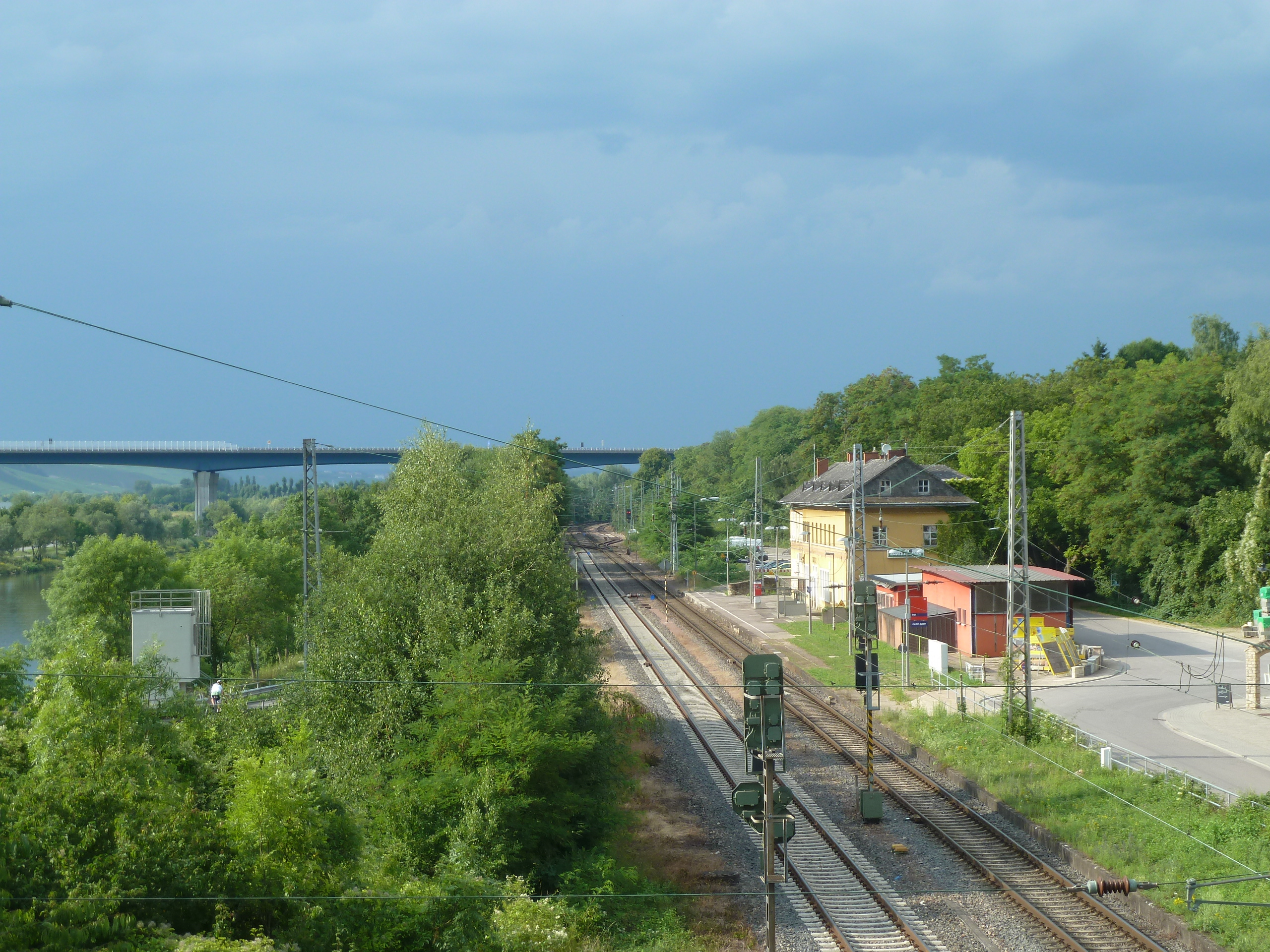
Bahnhof Perl, Totale, 2014

Nach dem Ersten Weltkrieg wurde die Grenze zu Frankreich wieder direkt südlich des Bahnhofs Perl gezogen. Perl wurde damit zum Grenzbahnhof. Die Deutsche Reichsbahn ließ den Bahnhof daher Mitte der 1920er Jahre entsprechend seinen neuen Aufgaben ausbauen. Das vorhandene geziegelte Empfangsgebäude wurde um mehr als das Doppelte verlängert und die Räumlichkeiten neu aufgeteilt. Äußerlich erhielt der Bau eine gelb verputzte Fassade. Im Obergeschoss entstanden drei Dienstwohnungen für den Bahnhofsvorsteher, Gütervorsteher und den Bahnhofswirt. Der nördliche angebaute Güterschuppen diente sowohl dem Ortsgüterverkehr als auch der Zollabfertigung der Reisenden. Weiterhin entstand etwa zwei Kilometer nördlich ein Zollbahnhof zur Abfertigung der Güterzüge. Zum Zollbahnhof gehörten neben der Zollhalle und dem Verwaltungsgebäude auch ein kleines Bahnbetriebswerk. Etwa 20 Minuten vom Zollbahnhof entfernt ließ die Reichsbahn eine Wohnsiedlung für 36 Familien errichten. Der Umbau begann am 1. Juli 1926 und war am 2. Oktober 1927 abgeschlossen.
Zum Fahrplanwechsel im Sommer 2008 wurde an Wochenenden und Feiertagen nach über 14 Jahren Betriebspause der grenzüberschreitende Schienenpersonennahverkehr wieder aufgenommen. Zuvor wurde der lediglich ein Kilometer lange Abschnitt zwischen dem jeweiligen Grenzbahnhof, Perl im Saarland und Apach in Lothringen, nicht im Personenverkehr befahren, so dass Perl Endstation für alle Personenzüge war.
Der Streckenabschnitt Wellen (Mosel) – Perl wurde wegen Gleisbauarbeiten vom 14. Juni 2009 bis 16. August 2010 komplett gesperrt. Zur Sicherstellung der Verbindung wurde während der Bauarbeiten ein Schienenersatzverkehr eingerichtet. Zeitgleich begannen am Bahnhof Perl Sanierungsarbeiten.
2019 wurde das Bahnhofsgebäude, das sich seit 2007 im Besitz der Gemeinde befand, an einen privaten Investor verkauft. Bis März 2024 erfolgte die Sanierung und Modernisierung des Bahnsteiges, dabei wurde er auf 76 cm erhöht.

## Empfangsgebäude
Das zweigeschossige Empfangsgebäude des Bahnhofs Perl ist für Reisende nur noch im Erdgeschoss zugänglich. Im Empfangsgebäude befand sich eine Bahnhofsgaststätte sowie ein Warteraum für die 1. und 2. Klasse, der jedoch nicht mehr zugänglich ist. Darüber hinaus befinden sich Wanderkarten zum Mitnehmen an einem Ständer. Fahrkarten, Reiseauskünfte, Informationen und Fahrpläne für den Nah- und Fernverkehr sind heute nur noch am Fahrkartenautomaten auf dem Bahnsteig erhältlich.

## Verkehr

### Schienenpersonennahverkehr
Perl ist Grenzbahnhof zu Frankreich und liegt im Tarifgebiet des Saarländischen Verkehrsverbundes (saarVV).
Perl ist Endpunkt der aus Trier kommenden Regionalbahnlinie RB 82. Hier besteht ein Stundentakt. Unter der Woche besteht zudem morgens eine Direktverbindung nach Koblenz, während sonst in Trier umgestiegen werden muss. Bis Dezember 2019 fuhr die RB 82 werktags über Trier hinaus bis Wittlich Hbf. Diese Fahrplanlage wurde von der RB 83 Luxembourg – Trier – Wittlich weitgehend übernommen, wobei einige wenige Verbindungen der RB 82 weiterhin bis Wittlich verlängert werden.
An Wochenenden und Feiertagen verkehren seit Sommer 2008 zwei Zugpaare als Ausflugzug „Trier-Lorraine-Express“ (RE 16) zwischen Trier, Thionville und Metz.
| Linie                    | Bezeichnung            | Zuglauf                                                                  | Taktfrequenz                             |
| ------------------------ | ---------------------- | ------------------------------------------------------------------------ | ---------------------------------------- |
| RE 16                    | Trier-Lorraine-Express | Trier Hbf – Konz Mitte – Perl – Thionville – Metz-Ville                  | 2 Zugpaare an Wochenenden und Feiertagen |
| RB 82                    | Moseltal-Bahn          | Trier Hbf – Konz Mitte – Karthaus – Wellen (Mosel) – Wincheringen – Perl | Stundentakt                              |
| Stand: 15. Dezember 2024 |                        |                                                                          |                                          |

### Busverkehr
Der Bahnhof Perl ist relativ schlecht an den örtlichen Nahverkehr angebunden. Eine Bushaltestelle besteht am Bahnhof Perl nicht. Der Anschluss an den Busverkehr wird über die etwa 300 Meter bergauf an der Bundesstraße 419 gelegene Haltestelle Perl, Maimühle sichergestellt. Dort verkehren die Buslinien 156, 210 und 315 zwischen Kirchberg, Perl und Nennig. Einzelne Fahrten in den frühen Morgenstunden verbinden Perl auch mit der Kannerklinik in Luxemburg, dem Ortsteil Sinz und dem Bahnhof in Merzig.

## Planungen
Nach den Planungen des Rheinland-Pfalz-Taktes 2015 sollten alle Züge der Moseltalbahn (RB 82) ab dem Fahrplanwechsel 2014/2015 im Dezember 2014 von ihren bisherigen Endbahnhof Perl über die deutsch-französische Landesgrenze bis nach Thionville verlängert werden. Diese Planungen wurden aufgrund fehlender Akzeptanz auf französischer Seite jedoch mittlerweile in weite Ferne gerückt. Stattdessen wird das Ziel verfolgt, das Angebot des Ausflugzuges „Trier-Lorraine-Express“ (RE 16) von derzeit zwei Zugpaaren am Wochenende auf fünf bis sechs Zugpaare auszubauen. Das Problem des Systemwechsels soll hierbei durch Dieseltriebzüge gelöst werden.
Diese Idee hat man modifiziert, da "ab Dezember 2024 ein tägliches grenz-überschreitendes Zugangebot im SPNV zwischen Trier und Metz via Perl mit einem Taktfahrplan geschaffen werden soll. Die zukünftige Regional-Express (RE)-Linie Trier – Perl – Thionville – Metz mit Verlauf über die Obermoselstrecke wird zunächst im 2-Stunden-Takt angeboten mit einer Fahrzeit von weniger als einer Eindreiviertelstunde." Das Problem der unterschiedlichen Stromsysteme in Deutschland und Frankreich soll mit mehrsystemfähigen Fahrzeugen des Typs Alstom Coradia Polyvalent gelöst werden. Der Start dieser Züge wurde später auf frühestens 2026 verschoben.